# Glaucolepis stoechadella
Glaucolepis stoechadella is een vlinder van de familie van de dwergmineermotten (Nepticulidae). De wetenschappelijke naam is voor het eerst gepubliceerd in 1975 als Trifurcula stoechadella door Josef Wilhelm Klimesch.

## Verspreiding
De soort komt voor in Portugal, Spanje, Frankrijk (vasteland en Corsica) en Italië.

## Biologie
De rups leeft in en van de bladeren van Lavandula stoechas (Lamiaceae). Het eitje wordt op de bladsteel van een jong blad afgezet. Vandaar loopt een zeer nauw, bovenzijdig gangetje het blad in en langs de hele bladrand. Vervolgens daalt deze via de bladsteel en de stengel af naar het blad eronder en loopt deze opnieuw rondom het hele blad. Dit herhaalt zich nog eens. Pas in het derde, laatste blad is de gang voldiep en wordt de mijn verlaten.